# Eburia cinereopilosa
Eburia cinereopilosa är en skalbaggsart som beskrevs av Fisher 1932. Eburia cinereopilosa ingår i släktet Eburia och familjen långhorningar.
Artens utbredningsområde är Kuba. Inga underarter finns listade i Catalogue of Life.